# Sturnira mistratensis
Sturnira mistratensis is een zoogdier uit de familie van de bladneusvleermuizen van de Nieuwe Wereld (Phyllostomidae). De wetenschappelijke naam van de soort werd voor het eerst geldig gepubliceerd door Vega & Cadena in 2000.

## Voorkomen
De soort komt voor in Colombia.